# ویدووو
ویدووو (به لاتین: Widowo) یک روستا در لهستان است که در گمینا بیلسک پودلاسکی واقع شده‌است.